# Rosângela Rennó
Rosângela Rennó Gomes (Belo Horizonte, 1962) est une photographe et artiste d'installation brésilienne basée à Rio de Janeiro.
Son travail consiste en des images photographiques d'archives publiques et privées qui interrogent la nature d'une image et sa valeur symbolique. À l'aide de photographies, d'installations et d'objets, elle s'approprie et éclaire d'un jour nouveau un corpus anonyme de photographies et de négatifs trouvés principalement dans les brocantes, les albums de famille, les journaux et les archives. L'intérêt de Rennó pour les images abandonnées et son habitude de collectionner ont été décisifs dans l'établissement de ses stratégies de travail.
Rennó vise à susciter l'intérêt pour ce qu'elle appelle « les petites histoires des opprimés et des vaincus » (Rennó, 2004). Ces histoires incluent les épisodes « peu glorieux » de l'histoire, les événements honteux du passé que les régimes politiques brésiliens successifs voudraient occulter, qui, selon elle, peuvent être trouvés ou découverts dans les « catégories les plus basses de l'image » : photographie vernaculaire, identification prises de vues, portraits. Rennó ne prend pas de photographies elle-même, mais recycle des photographies existantes de ce type. La décision de Rennó de recycler des photographies est influencée par les idées du photo-théoricien tchèque Vilém Flusser qui a vécu de nombreuses années au Brésil ainsi que du photographe et théoricien allemand Andreas Müller-Pohle. En particulier, l'idée de Müller-Pohle d'« une écologie des images » informe la pratique de Renno de conservation et de recyclage des images qui existent déjà.

## Biographie

### Jeunesse et formation
Rosângela Rennó Gomes naît à Belo Horizonte, au Minas Gerais, en 1962.
Elle obtient un baccalauréat en architecture de l'université fédérale de Minas Gerais en 1986, et en beaux-arts de l'université d'Art Guignard du Minas Gerais (en), en 1987.
Elle obtient son doctorat en 1997 à l'École de communication et d'arts de l'université de São Paulo. Elle présente pour sa thèse un livre d'artiste basé sur sa série de 1996, Scar (Cicatrice) de reproductions de négatifs photographiques provenant des archives du Musée pénitentiaire de São Paulo.

### Carrière artistique
Rosangela Rennó commence sa carrière artistique en 1980. Sa première exposition collective a lieu en 1985 à la galerie IAB de Belo Horizonte, et sa première exposition personnelle, Anti-Cinema, a lieu quatre ans plus tard à la galerie Corpo, dans la même ville. Elle obtient rapidement une reconnaissance nationale et internationale.
Dès la fin des années 1980, son travail reflète les univers féminins et domestiques, utilisant des photos de famille, reconstituant et remixant les propres souvenirs des artistes.
Lorsqu'elle commence ses études supérieures en 1988, elle développe une série photographique basée sur des bandes de négatifs abandonnés trouvés près des studios de montage de films sur le campus de l'université de São Paulo.

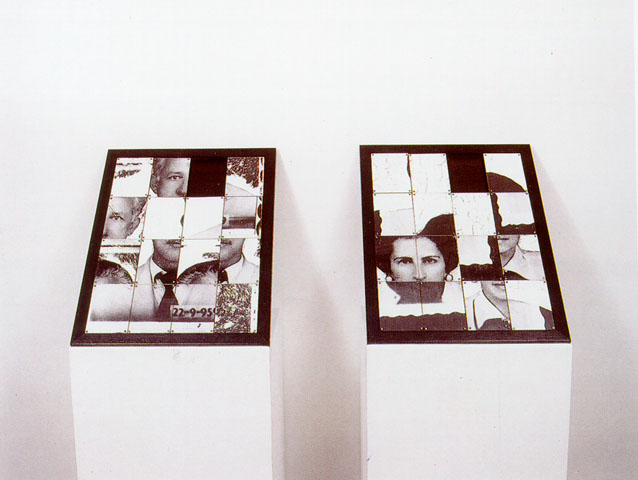
Puzzles, installation de 1991.

En 1989, Rennó déménage de São Paulo à Rio de Janeiro et déplace son attention de la sphère privée/domestique vers la sphère publique. Elle commence ainsi à travailler avec des négatifs et des photographies d'identité oubliées acquises dans des studios populaires.
Au début des années 1990, elle commence à collecter et travailler avec des descriptions écrites de photographies au lieu des images réelles. À cette époque, Rennó commence également à utiliser des photographies trouvées dans des archives publiques et privées.
Elle participe à plusieurs expositions collectives et individuelles, dont deux éditions de la Biennale de São Paulo en 1994 et 2010, deux éditions de la Biennale du Mercosul (1997 et 2004), la Biennale de Venise (1993) et la Biennale de La Havane en 1997. Elle a reçu des subventions et des bourses de diverses institutions culturelles, dont le Centro Nacional de Pesquisa Tecnológica, en 1991 ; la Fundação Nacional de Artes, en 1992 ; la Fondation Civitella Ranieri, en 1997 ; la Fondation Vitae, en 1998 ; et le Guggenheim, en 1999.
En 2023, elle remporte le prix Women In Motion pour la photographie, décerné dans le cadre des Rencontres de la photographie d'Arles.

#### Curatelle
Rennó a rejoint l'équipe curatoriale du musée d'Art de São Paulo en 2014, organisant une exposition sur le Foto Cine Clube Bandeirante en 2016.

## Œuvres notables

### Archives universelles
Universal Archive (Archives universelles, depuis 1992) est un travail en cours constitué de descriptions écrites de photographies tirées d'articles de journaux. L'artiste qualifie l'œuvre d'« images sans images » et l'a utilisée comme base de multiples séries.

### 2005-510117385-5etA01 [cod. 19.1.1.43] - A27 [s|cod.23]
2005–510117385–5 et A01 [cod.19.1.1.43] — A27 [s|cod.23] sont les première et deuxième itérations d'une série de livres d'artistes sur le vol de collections de photographies historiques dans les archives publiques brésiliennes.
Le titre 2005–510117385–5 (publié en 2010) vient du numéro d'enquête pénale correspondant au vol en 2005 de 946 œuvres, dont 751 photographies, de la salle Aloísio Magalhães de la Bibliothèque nationale du Brésil. Le livre est composé de reproductions grandeur nature du verso des 101 photographies récupérées.
A01 [cod.19.1.1.43] — A27 [s|cod.23], publié en 2013, documente les intérieurs vides des boîtes de stockage de photos d'archives après le vol de plus de la moitié des albums photographiques par Augusto Malta aux Archives de la ville de Rio de Janeiro. Le titre fait référence au classement des albums dans l'archive.

## Collections

### Au Brésil
- Fondation Joaquim Nabuco, Recife, Brésil
- Musée d'Art Moderne Aloisio Magalhães (MAMAM), Recife, Brésil
- Musée d'art de Brasilia, Brasilia, Brésil
- Musée d'Art de Pampulha, Belo Horizonte, Brésil
- Institut Inhotim, Inhotim, Brésil
- Musée d'Art Moderne de Rio de Janeiro (MAM RJ), Collection Gilberto Chateuabriand, Rio de Janeiro, Brésil
- Musée d'Art Moderne de São Paulo (MAM SP), São Paulo, Brésil
- Pinacoteca do Estado de São Paulo, São Paulo, Brésil
- Musée d'Art de São Paulo (MASP), Collection Pirelli, São Paulo, Brésil

### À l'international
- Centre Georges Pompidou, Paris, France
- Tate Modern, Londres, Angleterre
- Culturgest, Lisbonne, Portugal
- Fundação Caloustre Gulbenkian, Lisbonne, Portugal
- Centro Galego de Arte Contemporáneo (CGAC), Saint-Jacques-de-Compostelle, Espagne
- Museo Nacional Centro de Arte Reina Sofia, Madrid, Espagne
- Museo de Arte Contemporáneo de Castilla y León (MUSAC) Castilla y León, Espanha
- Museo de Cáceres, Cáceres, Espagne
- Museo Extremeño e Iberoamericano de Arte Contemporáneo (MEIAC), Badajoz, Espagne
- Stedelijk Museum voor Actuele Kunst (SMAK), Gand, Belgique
- Fondazioni Cassa de Risparmo de Modena, Italie
- Daros Latinamerica, Zurich, Suisse
- Musée d'Art Moderne (MOMA), New York, États-Unis
- Institut d'art de Chicago, Chicago, États-Unis
- Musée Latino, Los Angeles, États-Unis
- Musée d'art contemporain (MOCA), Los Angeles, États-Unis
- Musée d'art du comté d'Orange, Newport Beach, États-Unis
- Musée Guggenheim, New York, États-Unis
- Université Western Sydney, Australie